# Хорегия
Хореги́я (др.-греч. χορ-ηγία, от др.-греч. χορός — «хор» + др.-греч. ἐργᾰσία, ἐργασίη — «работа, труд») — в Древней Греции один из видов натуральной повинности или общественной службы (литургий), обязывавший наиболее состоятельных из граждан давать средства на музыкальные и хоровые состязания и поставлять хоры для драматических представлений во время общественных празднеств. Первоначально хорегом назывался «руководитель хора», обучавший его участников и исполнявший обязанности, позднее распределенные между корифеем и дидаскалом. Расходы по организации хорических представлений до введения законодательства Клисфена (507 г. до н.э.) возлагались на тех частных лиц, которые добровольно изъявляли желание принять участие в устройстве того или другого празднества. Около 500 г. до н.э. государство приняло в собственное заведование устройство празднеств и связанных с ними драматических и иных представлений и установило хорегию как повинность, которой взамен подоходного налога были обложены богатые граждане, имевшие имущественный ценз минимум в 3 таланта. Хорегами, как и участниками хора (хоревтами), в Афинах могли быть только граждане: метеки допускались к исполнению хорегических обязанностей только на Ленеях. За допущение негражданина хорег присуждался к уплате 1000 драхм. Хорегии были установлены для устройства лирико-дифирамбических хоровых состязаний (на Великих Дионисиях).